# Maria Saal
Maria Saal (slovisky Gospa Sveta) je trhová obec  a poutní místo v Rakousku ve spolkové zemi Korutany v okrese Klagenfurt-venkov. V obci žije přibližně 3 800 obyvatel.

## Poloha
Leží na východě historického území Zollfeld (Gosposvetsko polje), v širokém údolí řeky Glan mezi Magdalensbergem a Ulrichsbergem, asi deset kilometrů severně od Klagenfurtu.
Obec zahrnuje katastrální obce Kading, Karnburg, Möderndorf, Possau a St. Michael am Zollfeld.

## Historie
Území osídlené Kelty Noricum se stalo v 1. století provinčním územím římské říše. V roce 15 př. n. l. císař Augustus nechal postavit město Virunum jako hlavní město provincie. Stálo na úpatí nedalekého Magdalensbergu, kde na vrcholu kopce již existovalo keltské osídlení. Virunum se stalo centrem raného křesťanství na počátku 4. století jako sídlo biskupa pod jurisdikcí patriarchy Aquileia. Kolem roku 590 se do oblasti přistěhoval slovanský kmen Karantánců a usadil se poblíž Viruna na místě nazývaném Krnski Grad (německy Karnburg), které se stalo kolem roku 610 správním centrem Karantánskéko knížectví. Zde všichni korutanští vévodové a později knížata získávali svá privilegia na kameni Fürstenstein, což byla upravená ionská hlavice sloupu z Viruna. Obřad byl vykonáván ve slovinském místním dialektu až do 15. století. Asi od roku 743, kdy se kníže Boruth stal vazalem Odila z Bavorska, byl obřad doplněn o německý jazyk a Herzogstuhl – kamenný trůn, který je vidět poblíž Maria Saal.
Kolem roku 767 začala pod vedením salcburského biskupa Vergiliuse druhá katolizační vlna v oblasti. V Maria Saal byl v 8. století jako centrum šíření křesťanství postaven kostel Nanebevzetí Panny Marie. V letech 760–945 tam bylo sídlo biskupa a od roku 1116 proboštství. V roce 1859 se Maria Saal stala součástí diecéze Gurk, takže se příslušný gurský biskup stal proboštem Maria Saal.
V roce 1930 byla obec povýšena na trhovou.

## Galerie

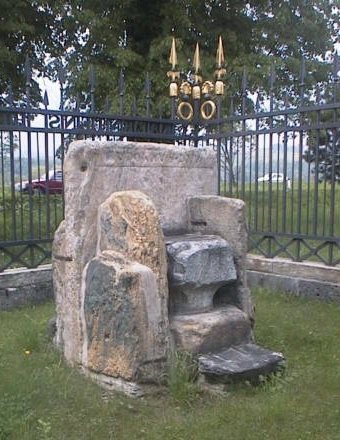
Vévodský trůn – Herzogstuhl
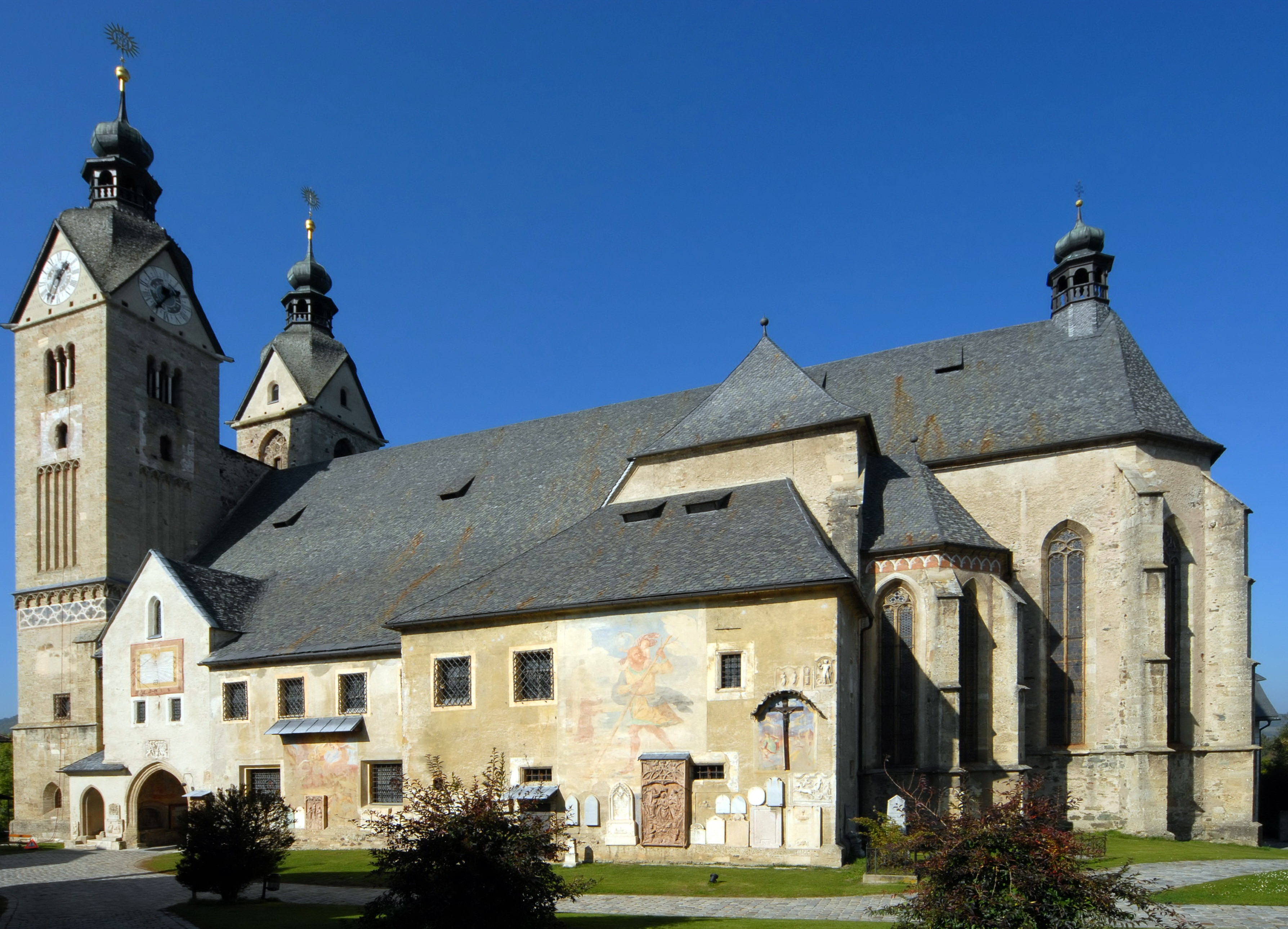
Kostel Nanebevzetí Panny Marie